# Isla de Flores
A Isla de Flores é uma pequena ilha do Rio da Prata, pertencente ao Uruguai, que tem uma superfície aproximada de 31 hectares. Durante a maré, a ilha se divide em três ilhas menores. Desde 26 de fevereiro de 2018, a ilha e o espaço de água de 2 milhões de náuticas em seu local foram declarados parte do Sistema Nacional de Áreas Protegidas abaixo da categoria de parque nacional Isla de Flores.

## História
Entre 1869 a 1970, a ilha hospedou muitos imigrantes para o hospital Lazareto, em uma política de quarentenas obrigatórias. A ilha também recebeu muitos presos políticos, como participantes das revoluções blancas de 1897 e 1904, e opositores do regime de Gabriel Terra (1931–1938).